# Iwatanemertes piperata
Iwatanemertes piperata är en djurart som tillhör fylumet slemmaskar, och som först beskrevs av William Stimpson 1855.  Iwatanemertes piperata ingår i släktet Iwatanemertes och familjen Cerebratulidae. Inga underarter finns listade i Catalogue of Life.